# Równina Olsztynka
Równina Olsztynka (842.88) – region geograficzny o krajobrazie równinno-pojeziernym położony w północnej Polsce, w województwie warmińsko-mazurskim, w okolicy Olsztynka. Stanowi południowo-zachodnią część Pojezierza Mazurskiego. Jest to kraina leśna z jeziorami rynnowymi, z których największe jest Narie (12,4 km²).
Równina Olsztynka została wydzielona z Pojezierza Olsztyńskiego jako osobny mezoregion z indeksem 842.88 w ramach wieloautorskiej regionalizacji fizycznogeograficznej Polski z 2018 roku.

## Środowisko przyrodnicze
Region obejmuje obszar o powierzchni 1047 km² i zarysie prostokąta o długości ok. 56 km i szerokości 18 km. Usytuowany jest pomiędzy Pojezierzem Olsztyńskim, Równiną Mazurską, Garbem Lubawskim i Pojezierzem Dzierzgońsko-Morąskim, na niewielkim odcinku graniczy także z Doliną Drwęcy i Równiną Iławską. Pod względem ukształtowania terenu jest to równina sandrowa pocięta rynnami polodowcowymi i dolinami rzecznymi, miejscami występują niewielkie płaty wysoczyzn morenowych przekraczające wysokość 200 m n.p.m. Poza jeziorem Narie, największymi jeziorami są: Łańskie (10,4 km²), Pluszne (9,0 km²) i Szeląg Wielki (5,99 km²). Sieć rzeczna jest gęsta, największe cieki przepływające przez region to: Łyna, Drwęca i Pasłęka.
Wśród gleb przeważają utwory rdzawe wytworzone na piaskach sandrowych, uzupełnione zespołami piaskowych gleb bielicowych i gliniastych gleb brunatnych. Lasy pokrywają ok. 65% terytorium regionu, a obszary użytkowane rolniczo – ok. 25%. Funkcjonuje kilka rezerwatów przyrody (m.in. leśny Sosny Taborskie i faunistyczny Ostoja bobrów na rzece Pasłęce). Głównymi miastami regionu są Olsztynek oraz, położona częściowo w obrębie Równiny Olsztynka, a częściowo w granicach sąsiedniego mezoregionu Doliny Drwęcy, Ostróda.

## Różnice w podziałach geograficznych
W regionalizacji fizycznogeograficznej Polski według Jerzego Kondrackiego z 1994 roku, omawiany region nie został wyodrębniony i wchodził w skład rozległego mezoregionu Pojezierza Olsztyńskiego. Geograf Rafał Kot (Uniwersytet Mikołaja Kopernika w Toruniu) zaproponował podział obszaru Pojezierza Olsztyńskiego na trzy odrębne mezoregiony – właściwe Pojezierze Olsztyńskie z mozaiką rzeźby wysoczyznowej i równinnej oraz mieszanym pokryciem terenów rolniczych i leśnych, rolniczą Wysoczyznę Jeziorańsko-Bisztynecką z rzeźbą wysoczyznową, oraz leśną Równinę Olsztynecką z rzeźbą równinną. Podział ten przyjęto w wieloautorskiej regionalizacji fizycznogeograficznej Polski z 2018 roku.